# Sainte-Marie (Nièvre)
Sainte-Marie ist eine französische Gemeinde mit 86 Einwohnern (Stand: 1. Januar 2022) im Département Nièvre in der Region Bourgogne-Franche-Comté. Die Gemeinde gehört zum Arrondissement Nevers und zum Kanton Guérigny. 

## Geografie
Sainte-Marie liegt etwa 25 Kilometer ostnordöstlich von Nevers in Zentralfrankreich. Umgeben wird Sainte-Marie von den Nachbargemeinden Lurcy-le-Bourg im Norden und Nordwesten, Saint-Franchy im Norden, Saint-Saulge im Osten, Jailly im Süden und Südosten, Bona im Süden und Südwesten sowie Saint-Benin-des-Bois im Westen.

## Bevölkerungsentwicklung
| Jahr                       | 1962 | 1968 | 1975 | 1982 | 1990 | 1999 | 2006 | 2013 |
| Einwohner                  | 135  | 141  | 95   | 81   | 90   | 85   | 96   | 91   |
| Quellen: Cassini und INSEE |      |      |      |      |      |      |      |      |

## Sehenswürdigkeiten

Kirche Sainte-Marie

- Kirche Sainte-Marie
- Schloss La Bretonnière
- Herrenhaus Giverdy